# Англо-египетская кампания в Дарфуре
Англо-египетская кампания в Дарфуре 1916 года (англ. Invasion of Darfur) — военная операция сил Британской империи и Султаната Египет, представлявшая собой превентивное вторжение в Султанат Дарфур.
В конце 19-го века Дарфур, что означает «земля мехов», был независимой страной, расположенной к западу от Судана и к востоку от тогдашней Французской Экваториальной Африки. Султан Дарфура Али Динар был признан англичанами после их победы в войне с махдистами в качестве правителя вассального государства. Однако после начала Первой мировой войны он перестал проявлять лояльность, отказавшись от традиционной уплаты дани британской администрации в Судане, и в 1915 году, объявив о своей верности Османской империи, вступил с ней в контакт через сенусситов. В то время население Дарфура составляло чуть менее 1 000 000 человек и контролировалось так называемой «армией рабов», насчитывавшей около 10 000 человек.
Внутренняя политика Динара вызвала волнения среди арабской части населения, которая в целом была настроена против него или «открыто враждебна» как в случае племени ризейгат из юго-западного Дарфура . К декабрю дела ухудшились до такой степени, что небольшое подразделение египетского Верблюжьего корпуса было направлено для защиты торговли в Нахуде и в целях предупреждения предполагаемого наступления Динара против племени ризейгат. Динар противопоставил развертыванию отряда Верблюжьего корпуса свои собственные войска — сорок кавалеристов и девяносто пехотинцев — направив их для усиления Джебель-эль-Хеллы. Однако к тому времени англичане стали полагать, что он готовится к вторжению в Судан. 
В ответ на это сирдар (британский командующий англо-египетскими войсками) Реджинальд Уингейт организовал сбор войск численностью около 2000 человек. Уингейт приказал Филиппу Джеймсу Уанделеру Келли пересечь границу и занять Джебель-эль-Хеллу и Ум-Шангу. Эти две деревни были единственными постоянными источниками воды по дороге в Эль-Фашир, столицу Динара. Под командованием подполковника Келли эти силы в марте 1916 года вступили на территорию Дарфура и нанесли армии Али Динара решительное поражение в битве при Берингии, в мае захватив столицу Дарфура Эль-Фашер. Али Динар к тому моменту уже скрывался в горах, и его попытки договориться о капитуляции были в конечном итоге сорваны англичанами. Когда о его местонахождении стало известно, туда был направлен небольшой военный отряд, и в итоге в ноябре 1916 года султан был убит в бою. Впоследствии Дарфур был полностью присоединён к управлявшемуся британской администрацией англо-египетскому Судану и остался в составе Судана после получения этой страной независимости.